# Geert-Hinrich Ahrens

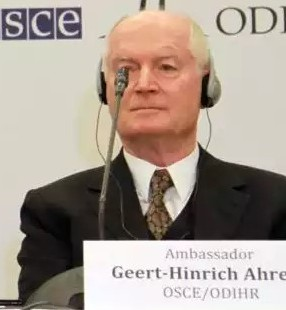
Geert-Hinrich Ahrens 2015

Geert-Hinrich Ahrens (* 29. Juli 1934 in Berlin) ist ein ehemaliger deutscher Rechtsanwalt und Diplomat, der unter anderem von 1984 bis 1986 Botschafter in Vietnam sowie zwischen 1996 und 1999 in Kolumbien war.

## Leben
Ahrens, Sohn eines Geologen, begann nach seinem Abitur 1954 in Düsseldorf ein Studium der Rechtswissenschaften an der Rheinischen Friedrich-Wilhelms-Universität Bonn und legte 1958 das Erste sowie nach dem Referendariat 1963 das Zweite Staatsexamen ab. 1964 erfolgte dort seine Promotion zum Dr. jur. mit einer Dissertation zum Thema Die Voraussetzungen ehelicher Abstammung. Eine rechtsvergleichende Untersuchung des deutschen, schweizerischen, jugoslawischen, französischen, italienischen und spanischen Rechts, ehe er anschließend für einige Zeit Fellow am Center for International Affairs der Harvard University war.
Nach einer einjährigen Tätigkeit als Rechtsanwalt in Düsseldorf trat er 1965 in den Auswärtigen Dienst ein und fand zunächst von 1965 bis 1966 Verwendung als Attaché am Generalkonsulat São Paulo. Nach einer Tätigkeit in der Zentrale des Auswärtigen Amtes in Bonn war er zwischen 1968 und 1972 Konsul in Hongkong sowie im Anschluss Erster Sekretär an der Botschaft in Jugoslawien. Nachdem er von 1975 bis 1979 Botschaftsrat an der Botschaft in der Volksrepublik China war, kehrte er in die Zentrale des Auswärtigen Amtes nach Bonn zurück.
1984 wurde er als Nachfolger von Claus Vollers zum Botschafter in Vietnam ernannt und bekleidete dieses Amt bis zu seiner Ablösung durch Joachim Broudré-Gröger 1986. Im Anschluss fand er als Vortragender Legationsrat Erster Klasse Verwendung im Auswärtigen Amt sowie danach von 1992 bis 1996 als Vorsitzender einer Arbeitsgruppe bei der Konferenz über das ehemalige Jugoslawien in Genf.
Nach einer darauf folgenden kurzen Tätigkeit als Beauftragter für Asienpolitik im Auswärtigen Amt wurde er 1996 Nachfolger von Franz von Mentzingen Botschafter in Kolumbien und übte dieses Amt bis zu seinem Eintritt in den Ruhestand und seine Ablösung durch Peter von Jagow 1999 aus. Zeitweise war Ahrens auch Leiter der Vertretung der Organisation für Sicherheit und Zusammenarbeit in Europa (OSZE) in Albanien.
2005 war er im Auftrag der OSZE und des Zentrums für Europäische Integrationsforschung der Rheinischen Friedrich-Wilhelms-Universität Bonn als Beobachter bei den Präsidentschaftswahlen in der Ukraine eingesetzt und verfasste darüber einen Bericht.

## Veröffentlichungen
- Die Voraussetzungen ehelicher Abstammung. Eine rechtsvergleichende Untersuchung des deutschen, schweizerischen, jugoslawischen, französischen, italienischen und spanischen Rechts. Bonn 1964
- Die Präsidentschaftswahlen in der Ukraine. Die schwierige Mission der OSZE-ODIHR-Wahlbeobachter (August 2004 bis Januar 2005). Bonn 2005